# Queen Esther Marrow

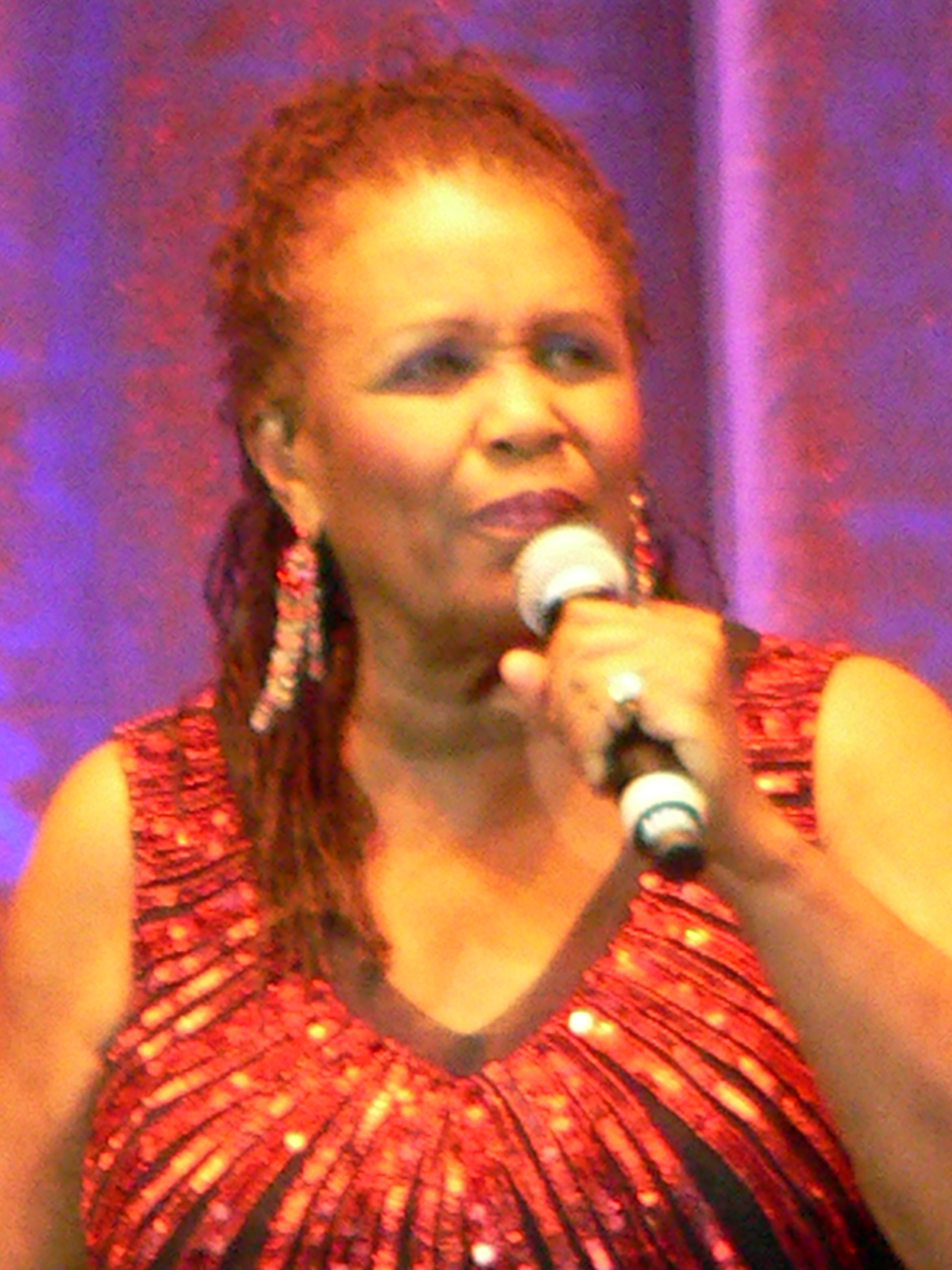
Queen Ester Marrow 2007

Queen Esther Marrow (* 12. Februar 1941 in Newport News, Virginia) ist eine US-amerikanische Gospel-Sängerin und Lead-Singer der Harlem Gospel Singers.

## Leben
Der Name bezieht sich auf die persische Königin Ester, eine bedeutende Figur des Alten Testaments. Bevor Queen Esther Marrow mit 19 Jahren in den New Yorker Stadtteil Harlem zog, kam sie mit dem Gospel vor allem in der Kirche ihrer heimatlichen Gemeinde Newport News in Berührung. Zur professionellen Musikerin wurde sie erst, nachdem Arbeitskollegen der Textilfabrik, in der sie arbeitete, auf ihr Gesangstalent aufmerksam geworden waren. Nach einem Vorsingen bei dem berühmten Jazz-Musiker Duke Ellington engagierte sie der Musiker als Sängerin für seine Sacred Concerts, die 1965 in der Grace Cathedral in San Francisco ihre Uraufführung erlebten, und gleichzeitig den Beginn ihrer professionellen Musiker-Karriere bedeuteten.
Es folgten gemeinsame Auftritte mit Ella Fitzgerald, Harry Belafonte, B. B. King, Ray Charles, Thelonious Monk, Chick Corea und Bob Dylan. Marrow gewann vor allem während des Civil Right Movements an Popularität. Sie traf auf Martin Luther King und sang gemeinsam mit Mahalia Jackson „We Shall Overcome“. 
In dieser Zeit war Marrow auch in den Bereichen Musical, Jazz, Film und Fernsehen aktiv. Am Broadway war sie in The Wiz, Comin’ Uptown und It’s So Nice to Be Civilized ebenso zu erleben wie in der US-Tourneeproduktion von Sing Mahalia, Sing  unter der Regie von George Faison. Darüber hinaus übernahm sie eine Rolle in dem von Berry Gordy produzierten Film The Last Dragon. 1990 ging mit der Entstehung von Truly Blessed für Queen Esther ein Traum in Erfüllung: Ein Musical über das Leben Mahalia Jacksons, das sie schrieb und produzierte und in dem sie die Hauptrolle spielte. Das Stück kam in San Francisco, Washington, D.C. und am Broadway in New York zur Aufführung und erhielt drei Helen Hayes Awards. 

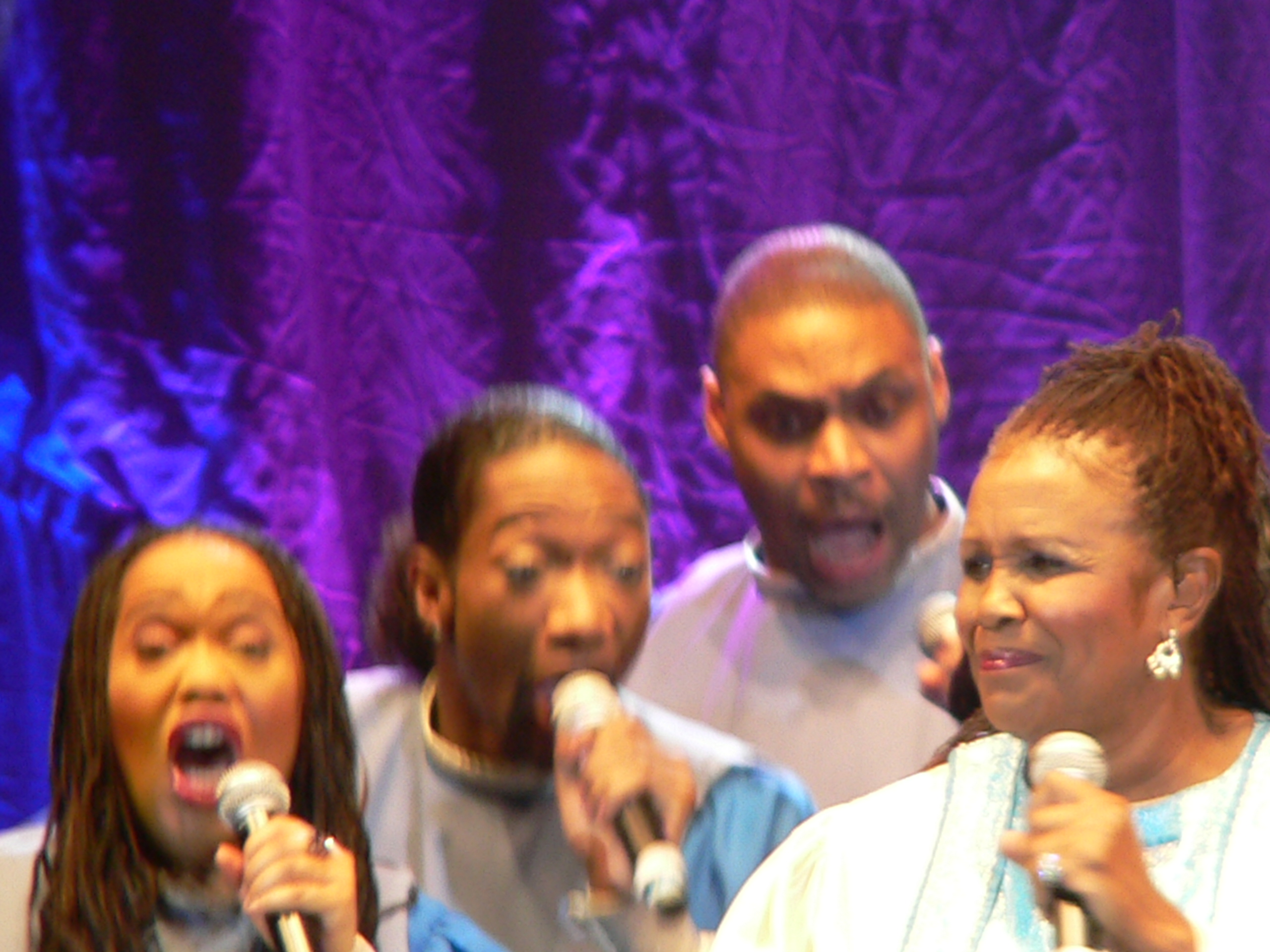
Marrow und ein Teil der Harlem Gospel Singers

1991 gründete sie die Gruppe The Harlem Gospel Singers, die bis heute erfolgreich Konzerte überall auf der Welt gibt. Allein in Europa haben die Gruppe inzwischen weit über zwei Millionen Menschen gesehen.
Queen Esther Marrow lebt heute in Amityville.

## Zitate
- „Ihre Show zeigt, dass sie die rauhen, hohen Berge erklommen und das gelobte Land gesehen hat.“ (Berliner Morgenpost)

## Preise
- Lifetime Achievement Award 2006

## Diskographie (Auswahl)
- 1994: Queen Esther Marrow & the Harlem Gospel Singers
- 1999: Live in Paris
- 2000: Harlem Gospel Singers with Queen Esther Marrow
- 2002: God Cares
- 2011: Legend